# Der Lohn
Der Lohn ist ein Naturschutzgebiet in der niedersächsischen Gemeinde Barum und der Stadt Bad Bevensen in der Samtgemeinde Bevensen-Ebstorf im Landkreis Uelzen.
Das Naturschutzgebiet mit dem Kennzeichen NSG LÜ 266 ist 254 Hektar groß. Es ist teilweise Bestandteil des FFH-Gebietes „Lohn“. Das 1974 ausgewiesene, 37,1 Hektar große Naturwaldreservat „Lohn“ ist in das Naturschutzgebiet mit aufgenommen worden.
Das Naturschutzgebiet liegt südlich von Bad Bevensen. Es stellt ein naturnahes Laubwaldgebiet unter Schutz, das überwiegend von Flattergras- und Waldmeister-Buchenwäldern geprägt wird. Daneben kommen Eichenmischwälder vor.
Der Wald verfügt über eine hohe Anzahl Alt- und Totholz mit Horst- und Höhlenbäumen, Wurzeltellern und Splitterstümpfen.

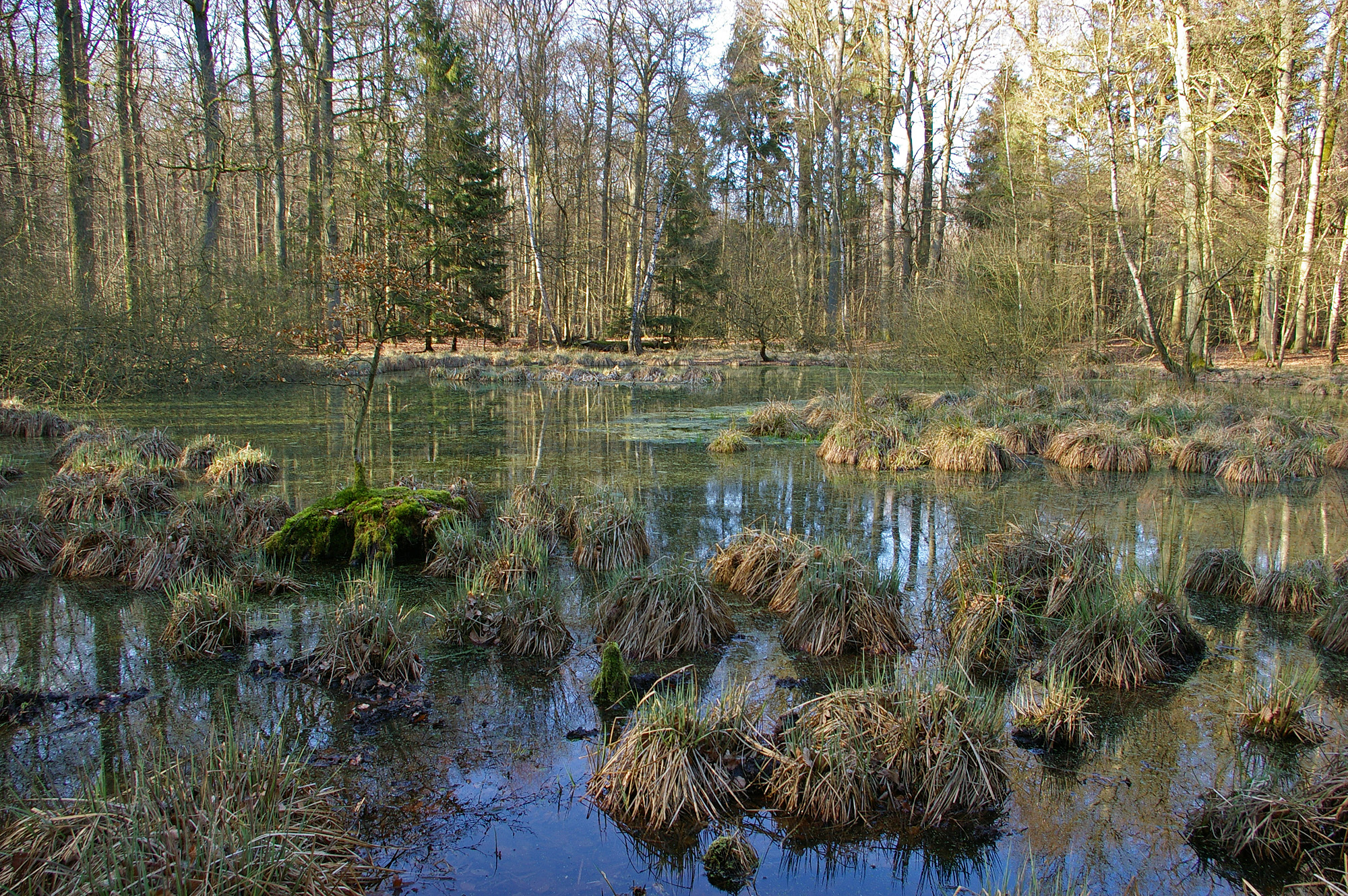
Sumpfiges Gewässer im südlichen Lohn

Im Süden des Naturschutzgebietes befindet sich innerhalb des Naturwaldreservates „Lohn“, der seiner natürlichen Entwicklung überlassen wird, ein Amphibiengewässer, das mit flachem Ufer und einem breiten Saum aus Seggen- und Binsenried u. a. Lebensraum für Kammmolch und Springfrosch bietet. Etwa in der Mitte des Naturschutzgebietes befindet sich eine Wildwiese.
Das Gebiet steht seit dem 16. Dezember 2004 unter Naturschutz. Zuständige untere Naturschutzbehörde ist der Landkreis Uelzen.